# لين بوتشي
لين بوتشي (20 مارس 1866 - 29 ماي 1960) (بالصينية: 林伯渠) هو سياسي وشاعر صيني. كان أحد المؤيدين الأوائل لسون يات سين، وهو عضو في التنظيم السرّي تونغمينغوي (Tongmenghui). شارك في انتفاضة نانتشانغ والمسيرة الطويلة، يعتبر من كبار رجال الحزب الشيوعي الصيني.
في 1 أكتوبر 1949، ترأس لين مراسم انتصار الحزب الشيوعي في ساحة تيانانمن، مُعلنا رفقة ماو تسي تونغ تأسيس جمهورية الصين الشعبية.

## مسيرته
ولد لين بوتشي لعائلة ريفية في قرية بالقرب من تشانغوشي، خونان، وحصل على منحة حكومية للدراسة في طوكيو في سن 16 عاما. وهناك انضم إلى تونغمينغوي (Tongmenghui)، المجموعة الثورية التي أسسها سون يات سين. وبعد عودته إلى الصين عمل لين مدرسا قبل تجنيده إلى منطقة دونغبي للعمل الثوري.
بعد سقوط أسرة تشينغ، وجد لين نفسه مضطهدا من قبل نظام يوان شيكاي، وأُجبر على الفرار إلى اليابان، حيث انضم إلى الحزب الثوري الصيني الذي شكله سون يات سين (الذي أصبح فيما بعد الكومينتانغ). وعاد إلى الصين مرة أخرى، وانضم إلى الحزب الشيوعي في عام 1921.
غادر الصين إلى الاتحاد السوفياتي، ودرس في جامعة موسكو سون يات سين. عاد في أواخر عام 1933، وأصبح نشطا في جيانغشي السوفياتية، عمل وزيرا للمالية وترأس مجلس الزراعة. وبعد مشاركته في المسيرة الطويلة استأنف مهامه كوزير مالية من يانان وانتخب أيضا رئيسا لمنطقة شانشي - قانسو - نينغشيا (Shaanxi-Gansu-Ningxia) الحدودية. 